# غريغ ريان
غريغ ريان (بالإنجليزية: Greg Ryan)‏ (21 يناير 1957 بفرانكفورت في ألمانيا - ) هو مدرب كرة قدم ولاعب كرة قدم أمريكي في مركز الدفاع. لعب مع نيويورك كوسموس ومنيسوتا كيكس ‏ وتلسا رافنكس وشيكاغو ستينغ.

## وصلات خارجية
- غريغ ريان على موقع الاتحاد الدولي (مؤرشف)  (الإنجليزية)
- غريغ ريان على موقع قاعدة بيانات كرة القدم.إي يو (الإنجليزية)